# Симплектичний простір
Симплектичний простір — векторний простір S з заданою на ньому симплектичною формою {\displaystyle \omega }, тобто білінійною кососиметричною невиродженою 2-формою. А саме формою для якої для будь-яких {\displaystyle \mathbf {a} ,\mathbf {b} ,\mathbf {c} \in \mathbb {S} } і скалярів {\displaystyle \lambda ,\,\mu \,}виконуються умови:
{\displaystyle \omega (\mathbf {a} ,\mathbf {b} )=-\omega (\mathbf {b} ,\mathbf {a} )}
{\displaystyle \omega (\mathbf {a} ,\,\lambda \,\mathbf {b} +\mu \,\mathbf {c} )=\lambda \,\omega (\mathbf {a} ,\mathbf {b} )+\mu \,\omega (\mathbf {a} ,\mathbf {c} )}
{\displaystyle \forall \mathbf {a} \in \mathbb {S} ,\,\mathbf {a} \neq 0~~\exists \mathbf {b} \in \mathbb {S} \,:\,\omega (\mathbf {a} ,\mathbf {b} )\neq 0}
Дане означення має зміст для векторних просторів над полями характеристика яких не є рівною 2. Над полями характеристика яких є рівною 2 в означенні, як правило, вимагають сильнішу (і еквівалентну для полів іншої характеристики) вимогу, що для всіх векторів:
{\displaystyle \omega (\mathbf {a} ,\mathbf {a} )=0.}

## Пов'язані означення
- Лінійне відображення L симплектичного простору називається симплектичним, якщо воно зберігає симплектична форму:

{\displaystyle \left\langle \mathbf {a} ,\mathbf {b} \right\rangle =\left\langle L(\mathbf {a} ),L(\mathbf {b} )\right\rangle }
- Множина всіх симплектичних відображень простору S утворює групу, що називається симплектичною групою і позначається Sp(S).
- Матриця симплектичного відображення називається симплектичною матрицею.
- Підпростір s симплектичного простору S називається симплектичним, якщо обмеження симплектичної форми на s є невирождени.
- Два вектора {\displaystyle \mathbf {a} ,\mathbf {b} \in S} називаються косоортогональними, якщо

{\displaystyle \left\langle \mathbf {a} ,\mathbf {b} \right\rangle =0}
Відзначимо, що будь-який вектор э косоортогональним самому собі.
- Косоортогональним доповненням підпростору {\displaystyle s\subset S} називається множина всіх векторів, косоортогональних будь-якому вектору з {\displaystyle s}.

## Приклади
- На просторі {\displaystyle \mathbb {R} ^{2n}} із базисом позначеним як {\displaystyle \mathbf {e_{1}} ,\ldots ,\mathbf {e_{n}} ,\mathbf {f_{1}} ,\ldots ,\mathbf {f_{n}} } існує стандартна симплектична форма, яка на базисних векторах задана як

{\displaystyle \omega (\mathbf {e_{i}} ,\mathbf {e_{j}} )=0,\;\forall \ i,j\in 1,\ldots ,n}
{\displaystyle \omega (\mathbf {f_{i}} ,\mathbf {f_{j}} )=0,\;\forall \ i,j\in 1,\ldots ,n}
{\displaystyle \omega (\mathbf {e_{i}} ,\mathbf {f_{j}} )=-\omega (\mathbf {f_{i}} ,\mathbf {e_{j}} )={\begin{cases}1,&i=j\\0,&i\neq j\end{cases}}.}
Матриця цієї симплектичної форми відповідно має вигляд  {\displaystyle \Omega _{n}={\begin{bmatrix}0&I_{n}\\-I_{n}&0\end{bmatrix}}}, де {\displaystyle I_{n}} — одинична матриця порядку n.
Якщо вектори у цьому базисі записати через координати {\displaystyle \mathbf {a} =(a_{1},\ldots ,a_{2n})^{T},\ \mathbf {b} =(b_{1},\ldots ,b_{2n})^{T}} то симплектична форма через координати записується як:
{\displaystyle \omega (\mathbf {a} ,\mathbf {b} )=\sum _{i=1}^{n}(a_{i}b_{n+i}-a_{n+i}b_{i})}
або у векторно-матричній формі:
{\displaystyle \omega (\mathbf {a} ,\mathbf {b} )=\mathbf {a} ^{T}\cdot \Omega _{n}\cdot \mathbf {b} .}
- Попередній приклад можна узагальнити для довільного простору {\displaystyle \mathbb {F} ^{2n}} для поля {\displaystyle \mathbb {F} } характеристика якого не є рівною 2 і кососиметричної матриці {\displaystyle M} (тобто {\displaystyle M^{T}=-M}). Тоді для базису {\displaystyle \mathbf {e_{1}} ,\ldots ,\mathbf {e_{2n}} } симплектичну форму можна задати на базисних векторах як {\displaystyle \omega (\mathbf {e_{i}} ,\mathbf {e_{j}} )=M_{ij}.}  Тоді у векторно-матричній формі через координати у цьому базисі симплектичну форму можна обчислити як:

{\displaystyle \omega (\mathbf {a} ,\mathbf {b} )=\mathbf {a} ^{T}\cdot M\cdot \mathbf {b} .}
- У комплексному просторі {\displaystyle \mathbb {C} ^{n}} можна задати білінійну кососиметричну форму за формулою

{\displaystyle \left\langle u,w\right\rangle =\operatorname {Im} \left[u,w\right]}
де {\displaystyle \left[\cdot ,\cdot \right]} — ермітова форма. Ця форма задає симплектичну структуру на просторі {\displaystyle \mathbb {C} ^{n}} розглянутому як дійсний простір {\displaystyle \mathbb {R} ^{2n}} .
- Більш загально, якщо на дійсному векторному просторі {\displaystyle V} задані комплексна структура {\displaystyle J} (тобто лінійний ізоморфізм для якого {\displaystyle J^{2}=-I} або {\displaystyle J(J(\mathbf {v} ))=-\mathbf {v} } для всіх {\displaystyle \mathbf {v} \in V}) і узгоджена ермітова структура, тобто скалярний добуток на просторі {\displaystyle V} для якого додатково {\displaystyle g(\mathbf {v} ,\mathbf {w} )=g(J(\mathbf {v} ),J(\mathbf {w} ))} для всіх {\displaystyle \mathbf {v} ,\mathbf {w} \in V}, то форма {\displaystyle \omega (\mathbf {v} ,\mathbf {w} )=g(\mathbf {v} ,J(\mathbf {w} ))} є симплектичною. Вона очевидно є білінійною і також кососиметричною оскільки:

{\displaystyle \omega (\mathbf {v} ,\mathbf {w} )=g(\mathbf {v} ,J(\mathbf {w} ))=g(J(\mathbf {v} ),J(J(\mathbf {w} )))=g(J(\mathbf {v} ),-\mathbf {w} )=-g(\mathbf {w} ,J(\mathbf {v} ))=-\omega (\mathbf {w} ,\mathbf {v} ).}
Також вона є невиродженою адже для кожного ненульового {\displaystyle \mathbf {v} \in V} для скалярного добутку g  значення {\displaystyle g(\mathbf {v} ,\mathbf {v} )>0}. Оскільки {\displaystyle J} є ізоморфізмом, то {\displaystyle \mathbf {w} =J^{-1}(\mathbf {v} )} є ненульовим вектором і {\displaystyle \omega (\mathbf {v} ,w)=g(\mathbf {v} ,J(\mathbf {w} ))=g(\mathbf {v} ,\mathbf {v} )\neq 0.}
Навпаки для скінченновимірного дійсного простору {\displaystyle V} із симплектичною формою {\displaystyle w} існують комплексна структура {\displaystyle J} і ермітова структура {\displaystyle g} для яких {\displaystyle \omega (\mathbf {v} ,\mathbf {w} )=g(\mathbf {v} ,J(\mathbf {w} ))}. Для визначення цих структур достатньо розглянути базис Дарбу {\displaystyle (\mathbf {p_{1}} ,\dots ,\mathbf {p_{n}} ,\mathbf {q_{1}} ,\dots ,\mathbf {q_{n}} )}, як  у розділі нижче і ввести на базисних векторах {\displaystyle J(\mathbf {p_{i}} )=-\mathbf {q_{i}} } і {\displaystyle J(\mathbf {q_{i}} )=\mathbf {p_{i}} }, а скалярний добуток на базисних векторах ввести як:
{\displaystyle g(\mathbf {p_{i}} ,\mathbf {q_{j}} )=0,~~g(\mathbf {q_{i}} ,\mathbf {q_{j}} )=g(\mathbf {p_{i}} ,\mathbf {p_{j}} )=\delta _{ij}}
- Для будь-якого простору V існує канонічна симплектична структура на просторі {\displaystyle V\oplus V^{*}}, де {\displaystyle V^{*}} — простір спряжений до V. Для двох елементів цього простору {\displaystyle (\mathbf {u} ,\mathbf {u} ^{*})} і {\displaystyle (\mathbf {v} ,\mathbf {v} ^{*})}, де {\displaystyle \mathbf {u} ,\mathbf {v} \in V}, а {\displaystyle \mathbf {u} ^{*},\mathbf {v} ^{*}\in V^{*},} симплектична форма задається як:

{\displaystyle \omega ((\mathbf {u} ,\mathbf {u} ^{*}),(\mathbf {v} ,\mathbf {v} ^{*}))=v^{*}(\mathbf {u} )-u^{*}(\mathbf {v} ).}

## Канонічна структура
Симплектичну структуру можна ввести на будь-якому векторному просторі розмірність якого є парним числом. Над полем характеристика якого не є рівною 2 на векторному просторі  розмірність якого є непарним числом не існує невиродженої кососиметричної білінійної форми. 
Справді ввівши деякий базис {\displaystyle \mathbf {e_{1}} ,\ldots \mathbf {e_{2n+1}} } білінійна форма однозначно задається за допомогою матриці {\displaystyle \Omega } для якої {\displaystyle \Omega _{ij}=\omega (\mathbf {e_{i}} ,\mathbf {e_{j}} ).} Тоді у термінах цієї матриці кососиметричність означає, що {\displaystyle \Omega ^{T}=-\Omega }, а невиродженість, що {\displaystyle \det \Omega \neq 0.} Але для простору непарної розмірності випливає, що для кососиметричної форми {\displaystyle \det \Omega =\det \Omega ^{T}=\det(-\Omega )=(-1)^{2n+1}\det \Omega .} Тобто для простору непарної розмірності для матриці кососиметричної білінійної форми {\displaystyle \det \Omega =0,} отже форма є виродженою.
Всі симплектичні простори однакової розмірності є ізоморфними, тобто існує лінійний ізоморфізм який із своїм оберненим є симплектичними відображеннями. Розглянемо деякий вектор {\displaystyle \mathbf {q_{1}} \in \mathbb {S} ,~~\dim \,\mathbb {S} =2n}. Оскільки {\displaystyle \omega } є невиродженою формою, то існує такий вектор {\displaystyle \mathbf {p_{1}} \in \mathbb {S} }, що
{\displaystyle \left\langle \mathbf {p_{1}} ,\mathbf {q_{1}} \right\rangle =1}
Розглянемо косоортогональне доповнення до лінійної оболонки V векторів {\displaystyle \mathbf {p_{1}} } і {\displaystyle \mathbf {q_{1}} }. Це доповнення буде (2n - 2)-вимірним підпростором S, що не перетинається із V і обмеження {\displaystyle \omega } на нього є невиродженою формою. Отже, процес можна продовжити по індукції. Для простору непарної розмірності процес завершиться на одновимірному підпросторі, на якому {\displaystyle \omega } є виродженою формою, так що припущення про існування симплектичної структури було хибним. Для простору парної розмірності ми отримаємо базис
{\displaystyle (\mathbf {p_{1}} ,\dots ,\mathbf {p_{n}} ,\mathbf {q_{1}} ,\dots ,\mathbf {q_{n}} )},
для якого
{\displaystyle \left\langle \mathbf {p_{i}} ,\mathbf {q_{j}} \right\rangle =\delta _{ij},~~\left\langle \mathbf {q_{i}} ,\mathbf {q_{j}} \right\rangle =\left\langle \mathbf {p_{i}} ,\mathbf {p_{j}} \right\rangle =0}
де {\displaystyle \delta _{ij}} — символ Кронекера. Він називається канонічним базисом або базисом Дарбу. Наприклад у випадку дійсних векторних просторів із базисом Дарбу простір є ізоморфний простору {\displaystyle \mathbb {R} ^{2n}} із симплектичною формою із першого прикладу.
У канонічному базисі матриця симплектичної форми набуде вигляду
{\displaystyle \Omega _{n}={\begin{bmatrix}0&I_{n}\\-I_{n}&0\end{bmatrix}}}
де {\displaystyle I_{n}} — одинична матриця порядку n. {\displaystyle \Omega _{n}} є симплектичною матрицею.

## Будова підпросторів
Розглянемо підпростір {\displaystyle W\subset \mathbb {S} } і його косоортогональне доповнення {\displaystyle W^{\perp }}. Із невироджені {\displaystyle \omega } випливає, що:
{\displaystyle \dim \,W+\dim \,W^{\perp }=\dim \,\mathbb {S} }
Крім того,
{\displaystyle (W^{\perp })^{\perp }=W}
У загальному випадку ці підпростору перетинаються. Виділяють 4 типи підпросторів:
- Симплектичні: {\displaystyle W\cap W^{\perp }=0}. Це вірно тоді і тільки тоді, коли обмеження {\displaystyle \omega } на W є невирожденим, тож таке означення симплектичних підпросторів збігається з даним вище. У відповідних координатах Дарбу W має вигляд

{\displaystyle (p_{1},\dots ,p_{k},0,\dots ,0;~q_{1},\dots ,q_{k},0,\dots ,0),\,2k=\dim \,W}
- Ізотропні: {\displaystyle W\subset W^{\perp }}. Підпростір є ізотропним тоді і тільки тоді, коли {\displaystyle \omega } тотожно дорівнює нулю на ньому. Будь-який одновимірний підпростір є ізотропним. У відповідних координатах Дарбу W має вигляд

{\displaystyle (p_{1},\dots ,p_{k},0,\dots ,0;~0,\dots ,0),\,k=\dim \,W}.
- Коізотропні: {\displaystyle W^{\perp }\subset W}. W є коізотропним тоді і тільки тоді, коли {\displaystyle \omega } є невирожденою на фактор-просторі {\displaystyle W\,/\,W^{\perp }}. Будь-який підпростір корозмірності 1 є коізотропним. У відповідних координатах Дарбу W має вигляд

{\displaystyle (p_{1},\dots ,p_{n};~q_{1},\dots ,q_{k},0,\dots ,0),\,n+k=\dim \,W,\,2n=\dim \,\mathbb {S} }
- Лагранжеві: {\displaystyle W^{\perp }=W}. W є лагранжевим тоді і тільки тоді, коли він одночасно є ізотропним і коізотропним. Будь-який ізотропний підпростір можна вкласти у лагранжів, а будь-який коізотропний підпростір містить лагранжів. У відповідних координатах Дарбу W має вигляд

{\displaystyle (p_{1},\dots ,p_{n};~0,\dots ,0),\,n=\dim \,W,\,2n=\dim \,\mathbb {S} }
Множина всіх лагранжевих підпросторів простору розмірності 2n утворює многовид, що називається лагранжевим грассманіаном {\displaystyle \Lambda _{n}}. Він є дифеоморфним многовиду класів суміжності унітарної групи {\displaystyle \mathbb {U} _{n}} по ортогональній підгрупі {\displaystyle \mathbb {O} _{n}}, при цьому
{\displaystyle \dim \,\Lambda _{n}={\frac {n(n+1)}{2}}}

## Узгоджені комплексні структури
Нехай  {\displaystyle V} є скінченновимірним (парної розмірності) векторним простором над полем дійсних чисел із симплектичною формою {\displaystyle \omega }. Комплексна структура {\displaystyle J} називається узгодженою із симплектичною структурою, якщо:
- для всіх {\displaystyle \mathbf {v} ,\mathbf {w} \in V} виконується рівність {\displaystyle \omega (\mathbf {v} ,\mathbf {w} )=\omega (J(\mathbf {v} ),J(\mathbf {w} ))}
- білінійна форма {\displaystyle g_{J}(\mathbf {v} ,\mathbf {w} ):=\omega (\mathbf {v} ,J(\mathbf {w} ))} є скалярним добутком.

Для кожної симплектичної структури існує нескінченна кількість узгоджених комплексних структур. Зокрема можна розглянути довільний скалярний добуток {\displaystyle g} і ввести лінійні відображення {\displaystyle {\bar {\omega }},\ {\bar {g}}:V\to V^{*}} задані як {\displaystyle {\bar {\omega }}(\mathbf {v} )(\mathbf {w} )=\omega (\mathbf {v} ,\mathbf {w} )} і {\displaystyle {\bar {g}}(\mathbf {v} )(\mathbf {w} )=g(\mathbf {v} ,\mathbf {w} ).} Оскільки {\displaystyle \omega } і {\displaystyle g} є невиродженими білінійними формами, то {\displaystyle {\bar {\omega }},\ {\bar {g}}} є лінійними ізоморфізмами і можна ввести лінійний ізоморфізм {\displaystyle A\ :V\to V} заданий як {\displaystyle A\ ={\bar {g}}^{-1}\circ {\bar {\omega }}.} За означенням тоді {\displaystyle g(A\mathbf {v} ,\mathbf {w} )=\omega (\mathbf {v} ,\mathbf {w} ).}
Відображення A є кососиметричним адже {\displaystyle g(\mathbf {v} ,A\mathbf {w} )=g(A\mathbf {w} ,\mathbf {v} )=\omega (\mathbf {w} ,\mathbf {v} )=-\omega (\mathbf {v} ,\mathbf {w} )=-g(A\mathbf {v} ,\mathbf {w} )} для всіх {\displaystyle \mathbf {v} ,\mathbf {w} \in V.} Тому в ортонормованому базисі для скалярного добутку {\displaystyle g} цей оператор задається кососиметричною матрицею, яку теж можна позначити A. Тоді матриця {\displaystyle A^{T}A=-AA} є симетричною і додатноозначеною оскільки {\displaystyle g(A^{T}A\mathbf {v} ,\mathbf {v} )=\omega (A\mathbf {v} ,A\mathbf {v} )>0} для всіх {\displaystyle \mathbf {v} \neq 0.}
Позначимо {\displaystyle R={\sqrt {A^{T}A}}} і {\displaystyle J=R^{-1}A}. Тоді {\displaystyle A=RJ} є полярним розкладом матриці і оскільки матриця A як кососиметрична матриця є нормальною, то також {\displaystyle RJ=JR} і відповідно {\displaystyle AJ=RJJ=JRJ=JA.} Також {\displaystyle JJ=R^{-1}RJJ=R^{-1}JA=-(AA)^{-1}AA=-I,} тобто {\displaystyle J} визначає комплексну структуру і {\displaystyle J^{T}J=A^{T}(R^{-1})^{T}R^{-1}A=-A(-(AA)^{-1})A=I,} тобто {\displaystyle J} є ортогональною матрицею тобто  {\displaystyle g(\mathbf {v} ,\mathbf {w} )=g(J\mathbf {v} ,J\mathbf {w} )} для всіх {\displaystyle \mathbf {v} ,\mathbf {w} \in V.}
Для визначеної комплексної структури виконуються рівності:
{\displaystyle \omega (J\mathbf {v} ,J\mathbf {w} )=gAJ(\mathbf {v} ,J\mathbf {w} )=gJA(\mathbf {v} ,J\mathbf {w} )=g(A\mathbf {v} ,\mathbf {w} )=\omega (\mathbf {v} ,\mathbf {w} ).}
Також якщо ввести білінійну форму
{\displaystyle g_{J}(\mathbf {v} ,\mathbf {w} )=\omega (\mathbf {v} ,J\mathbf {w} )=g(A\mathbf {v} ),J(\mathbf {w} )=-g(JA\mathbf {v} ,\mathbf {w} )=g(R\mathbf {v} ,\mathbf {w} )}
то з додатноозначеності матриці {\displaystyle R} випливає, що {\displaystyle g_{J}} є скалярним добутком і відповідно {\displaystyle J} задає узгоджену комплексну структуру.